# Fumi Yoshinaga
Fumi Yoshinaga (jap. よしなが ふみ, Yoshinaga Fumi; geb. 20. Oktober 1971 in Tokio) ist eine japanische Manga-Zeichnerin. Ihre Geschichten erzählen meist von schwulen Männern und deren Alltag und stellen dabei traditionelle Geschlechterrollen in Frage. Ihre Werke werden in zahlreiche Sprachen übersetzt, unter anderem ins Englische, Französische, Koreanische und Italienische.

## Werdegang
Ab den späten 1980er Jahren veröffentlichte sie Boys-Love-Manga auf dem Markt für Amateurzeichner (Dōjinshi). Ihr Debüt als kommerzielle Zeichnerin erfolgte 1994 mit Tsuki to Sandal, das zwar zuerst noch als Dōjinshi beim Comic Market erschien, danach aber auch im Boys-Love-Magazin Hanaoto. Die Serie lief bis 1996, erschien auch in einem Sammelband und erhielt 1999 eine Fortsetzung. Es ähnelt noch stark den zuvor von ihr veröffentlichten Dōjinshi und erzählt von zwei schwulen Paaren: Einem Lehrer und dessen Partner, einem Koch, und zwei Schülern. In beiden Beziehungen nimmt gemeinsames Kochen und Essen eine wichtige Stellung ein.
Ihren kommerziellen Durchbruch hatte sie ab 1999 mit Seiyō Kottō Yōgashiten, einer Serie um vier Männer, die gemeinsam eine kleine Konditorei betreiben. Die Protagonisten haben unterschiedliche sexuelle Orientierungen und werden in Kurzgeschichten in alltäglichen Interaktionen miteinander und ihren Kunden gezeigt, während schrittweise ihre jeweilige Hintergrundgeschichte erzählt wird. Der Manga wurde 2001 als Live-Action-Fernsehserie umgesetzt und 2008 nochmal als Anime-Serie. Die vier Bände der Manga-Serie verkauften sich bis 2009 über 1,7 Millionen Mal. Als Fortsetzungen und erotische Nebengeschichten veröffentlichte Yoshinaga selbst Dōjinshi zu Seiyō Kottō Yōgashiten.
Den bislang größten Erfolg ihrer Karriere hat sie mit der seit 2004 im Shōjo-Magazin Melody laufenden Manga-Serie Ōoku. Ōoku ist eine Alternativweltgeschichte zur Zeit des Tokugawa-Shogunats und handelt von einem männlichen Harem im nun matriarchalen Shogunatspalast. Der Manga wurde in Japan und außerhalb mehrfach ausgezeichnet und verkaufte sich bis 2017 in den ersten 15 Bänden bereits mehr als fünf Millionen Mal. Neben zahlreichen Manga-Auszeichnungen erhielt sie 2009 für ihre Serie Ōoku auch den amerikanischen James Tiptree, Jr. Award, der an Science-Fiction- und Fantasy-Literatur vergeben wird, die in herausragender Weise Geschlechterrollen hinterfragen und untersuchen. Sie war die erste Comiczeichnerin, die die Auszeichnung erhielt. Das japanische Pendant zu diesem Preis, den Sense of Gender Award, hatte sie bereits 2005 für die gleiche Serie erhalten.
Mit dem Manga Kinō Nani Tabeta? über ein schwules Paar in Tokio veröffentlicht sie seit 2007 im Morning erstmals in einem Magazin, das sich nicht vorrangig an eine weibliche Leserschaft richtet. Die Kurzgeschichten über das Paar aus einem Anwalt und einem Friseur erzählen von deren täglichen Mahlzeiten, beruflichen Alltag und alltäglichen Auseinandersetzung mit Diskriminierung und anderen gesellschaftlichen Problemen. Zu den gezeigten Mahlzeiten wird Zubereitung und Zutaten detailliert gezeigt und beschrieben, sodass die Geschichten auch als Kochanleitung mit Haushaltstipps dienen können. Mit dieser Serie hat sich Yoshinaga daher auch am weitesten von ihren Ursprüngen mit Yaoi-Dōjinshi entfernt.

## Themen
Als eine von nur wenigen kommerziellen Manga-Künstlerinnen und öffentlichen Personen in der japanischen Unterhaltungsindustrie überhaupt tritt sie in ihren Arbeiten und zu anderen Anlässen als offen feministisch auf. Als sie sich 2007 erstmals als Feministin bekannte, nannte sie die Selbstständigkeit der Frau, unabhängig von einem Partner ihren eigenen Weg gehen zu können, als ihr wichtigstes Anliegen. Dieses ist in der japanischen Gesellschaft für viele Frauen noch nicht erreichbar. Yoshinaga gilt auch als besonders sensibel gegenüber Gender-Fragen in ihren Arbeiten. Sie behandelt in ihren Werken beispielsweise weibliche Führungskräfte, Konflikte zwischen Job und reproduktiver Arbeit, sexuellen Missbrauch oder Diskriminierung von Frauen am Arbeitsplatz.
Ihre Geschichten sind vorrangig dem Shōjo-Manga, dessen Zielgruppe weibliche Jugendliche sind, beziehungsweise dessen Genre Boys Love zugeordnet. Eine Ausnahme ist das als Seinen-Manga für eine ältere männliche Zielgruppe erschienene Kinō Nani Tabeta? Die Schauplätze ihrer Geschichten reichen von historischen japanischen oder westlichen Settings über alternativgeschichtliche Welten zum modernen japanischen Alltag. In allen ihren Werken ist zumindest ein gewisser Aspekt des Boys-Love-Genres enthalten, ob als offene Beziehung zwischen zwei Männern oder nur als Anspielung oder angedeutete Möglichkeit einer solchen Beziehung zweier Figuren außerhalb der erzählten Geschichte. Yoshinaga sieht in dem Genre einen geeigneten Raum, um gleichberechtigte Beziehungen zu erzählen, was in heterosexuellen Romanzen schwerfalle. Sie wolle über Menschen erzählen, die alles versuchen, aber denen, anders als in Shōnen-Mangas, nicht immer alles gelinge. In Boys Love stehen mit Homosexuellen eine Minderheit im Mittelpunkt, die sich ihr Glück erst gegen die Gesellschaft erkämpfen muss und deren Mühen sie zeigen wolle. In Geschichten mit Frauen fiele ihr dieses ursprünglich feministisch motivierte Anliegen schwer, weswegen sie erst in späteren Werken Frauen in wichtigen Rollen auftreten lässt.
Während Yoshinagas frühe Werke noch eindeutig Yaoi-Dōjinshi beziehungsweise Boys-Love-Manga waren, löst sie sich mit der Zeit von den Konventionen des Genres. Seiyō Kottō Yōgashiten.wird von Lesern und Kritikern in der Regel noch als, wenn auch ungewöhnlicher, Boys Love eingeordnet wird, da es auch um die romantischen Beziehungen zwischen Männern geht und gutaussehende Männer im Zentrum der Geschichten stehen, lehnte Yoshinaga diese Einordnung ab, da es sich um „echte Homosexuelle“ drehe. Die Einordnung der Leserinnen ist ihr aber bewusst wird von ihr akzeptiert. Das Werk soll von jedem so gelesen und eingeordnet werden, wie es für richtig empfunden wird. Auch hebt sie die Vielfalt von Boys Love hervor und dass das Genre Mädchen einen Raum für ihre Sexualität gibt, frei von Geschlechternormen und -erwartungen. Während Yoshinaga damit Protest gegen die kommerzielle Vereinnahmung von Frauen, Mädchen und Minderheiten und deren Befreiung davon ausdrückt, ist sie sich zugleich der Aneignung und Kommerzialisierung homosexueller Lebenswelten bewusst. So sagt sie, habe sie oft „falsche Homosexuelle“ in ihren Geschichten gezeigt und keine realen Lebenswelten. Seit den späten 2000ern tauscht sie sich mit schwulen Bekannten über die von ihr gezeigten Figuren aus, versucht ihre Charaktere kritisch zu hinterfragen und realistischere schwule Figuren zu erschaffen. Mythen über Homosexuelle werden von ihr oft eingebaut und dabei bewusst aufgegriffen und dabei hinterfragt oder in ihr Gegenteil verkehrt. Homophobie wird oft als Teil der Lebensrealität Schwuler in Japan gezeigt, aber in ihren späteren Werken seltener als Mittel der Dramatik eingesetzt.
Mit Ōoku erschaffte Yoshinaga eine feministische Neuinterpretation eines historischen Settings. Hier treten auch erstmals Frauen in wichtigen Rollen auf, da die alternative Welt ihr endlich ermögliche, auch alternative heterosexuelle Liebesbeziehungen zu erzählen. Zudem, so Akiko Mizoguchi, baue die Serie auf Traditionen des Shōjo-Manga und von Boys Love auf, verbinde diese und schaffe so ein queeres Werk. Ohne dabei explizite Sexszenen wie in Boys Love zu zeigen, werde die (auch Homo-)Sexualität der porträtierten Männer thematisiert und insbesondere ihre Einordnung in eine schwächere Rolle gegenüber der Shogunin oder anderen Männern gezeigt – so wie es Yoshinaga bereits zuvor in Boys-Love-Geschichten mit eher femininen, passiven Männerrollen geübt habe. Ōoku sei dabei kein Boys Love mehr, sondern Shōjo-Manga und feministische Science-Fiction, die aber deutlich ihre Wurzeln im Boys Love und Yaoi-Dōjinshi zeige.
Ein wichtiges Motiv ihrer Arbeiten ist Essen und Kochen. Sie ist auch persönlich als Liebhaberin guten Essens bekannt, will aber nicht als Feinschmeckerin bezeichnet werden. In Ai ga Nakutemo Kutte Yukemasu. um eine vom Liebe zum Essen beseelten Mangaka soll diese ein Abbild Yoshinagas selbst sein. In dem für sie ungewöhnlichen, kurzen Manga besucht die Protagonistin mehrere tatsächlich existierende Restaurants, die sie als Restaurantkritikerin bewertet. Durch die Themensetzung werden einige ihrer Serien wie Seiyō Kottō Yōgashiten oder Kinō Nani Tabeta? dem Manga-Genre Gourmet zugeordnet. Wie auch die männlichen Charaktere in ihren Geschichten werden Nahrungsmittel begehrenswert dargestellt. Essen wird von ihr nicht nur als Objekt, sondern Zubereitung und Verzehr dienen auch der Vermittlung, Bestätigung und Zelebrierung menschlicher Beziehungen, Identität, Sexualität und Verlangen. Dabei handelt es sich sowohl um zwischenmenschliche Beziehungen als auch solche zwischen Individuum und der Gesellschaft, zwischen Ideal und Realität oder zwischen Innovation und Konventionen. Im Gegensatz zu vielen Gourmet-Serien, in denen außergewöhnliche Rezepte im Mittelpunkt stehen, legt Yoshinaga ihren Fokus auf den alltäglichen Aspekt des Kochens und auf Fürsorge, die traditionell eher Frauen zugeordnet werden. Auch auf diesem Wege setzt sich Yoshinaga mit phallozentrischen und heteronormativen Mythen und Stereotypen auseinander und übt Kritik am gesellschaftlichen Umgang mit Nahrungsmitteln wie auch an Diskriminierung und Benachteiligung. So macht sie sich die typischen Merkmale von Gourmet-Manga – wie auch von Boys Love – zunutze, um mit ihnen ihre Botschaft zu vermitteln und ihr Nachdruck zu verleihen.

## Stil
Yoshinagas Figuren sind meist mit rechteckigen Gesichtern gezeichnet, Bishōnen treten selten und eher als Parodien auf. Die Gestalt der Figuren ändert sich häufig je nach Situation und in komischen Szenen wechseln sie in deformierte, stark vereinfachte Form. Dabei verändert sich nicht nur deren Äußeres, sondern auch Persönlichkeit und Haltung. Das Aussehen der Figuren lässt auch nur wenig auf ihre Eigenschaften schließen.

## Rezeption
Die Serien Yoshinagas wurden von der Kritik in Japan durchgängig positiv aufgenommen. Unter den zeitgenössischen Mangaka sei Yoshinaga wohl diejenige, die am bewusstesten mit dem Thema Gender umgehe und die als solche anerkannt werde, so Tomoko Aoyama. Ōoku kann als künstlerisch erfolgreichste Serie einer Autorin gelten, die ihre Karriere im Boys-Love-Genre begonnen hat, so Akiko Mizoguchi. Laut Aoyama zeige Yoshinagas Werk, was Boys Love als Genre zum Diskurs über Sexualität und Gender beitragen kann und dass sich darin Gesellschaftskritik üben lässt. Zugleich habe sie das Genre selbst in Inhalten und Publikum erweitert.
In der Verbindung der gesellschaftlich kontroversen Homosexualität und den oft gewöhnlichen Szenarien des Kochens und Essens – anders als die meist große Inszenierung außergewöhnlichen Essens und von hetero-Maskulinität in diesem Genre – liege auch eine Weiterentwicklung der Gourmet-Manga, so Bach Tran. Cavcic nannte Yoshinagas Verbindung von köstlicher Darstellung der Speisen und sexueller Befriedigung „gastrorgasmic“, das Essen in den Boys-Love-Geschichten sei ein Symbol für Erotik und bringe Befriedigung durch seine Köstlichkeit. Bach Tran ergänzt, dass die Fetischisierung von Delikatessen und Sexualität gleichermaßen einen Weg weise zur Auseinandersetzung mit und einem besseren Bewusstsein von Geschlechtlichkeit und Sexualität und einem breiteren, dynamischeren Spektrum von Sexualität und Männlichkeit im modernen Japan. Schwule Männer würden als normale Menschen gezeigt, die ihren mit Alltag mit gewöhnlichen Problemen leben, anstatt idealisiert oder fetischisiert zu werden wie oft in Boys-Love-Geschichten. Auch wenn tägliche Probleme und Diskriminierung gezeigt werden, sei die Welt von Yoshinagas Geschichten doch etwas weicher als die Realität, denn ihre Protagonisten könnten die Probleme stets überwinden und könnten ihr Schicksal selbst formen. Im Kontrast zur Darstellung von Homosexualität als etwas Erhabenes im Japan der Edo-Zeit (Nanshoku), zeige Yoshinaga ein realistisches, in die Alltagswelt eingebettetes Bild von schwulem Leben. Die Projektion homosexueller Identität und Geschlechtlichkeit auf alltäglich, aber komplex gezeigtes Kochen und Essen spiele dabei eine wesentliche Rolle. Durch die Linse der gastronomischen Geschichten werde dem Leser eine radikale Welt gezeigt, aber keine idealisierte.
Für ihre Werke erhielt Yoshinaga folgende Auszeichnungen:
- Shōgakukan-Manga-Preis 2010 in der Kategorie Shōjo für Ōoku
- Osamu-Tezuka-Kulturpreis 2009 für Ōoku
- James Tiptree, Jr. Award 2009 für Ōoku
- Preis für Exzellenz am Japan Media Arts Festival 2006 für Ōoku
- Sense of Gender Award 2005 für Ōoku
- Kōdansha-Manga-Preis 2002 für Seiyō Kottō Yōgashiten

## Werke (Auswahl)
Die Werke Yoshinagas wurden fast alle ins Englische übersetzt sowie viele davon auch ins Chinesische, Koreanische und Französische. Seiyō Kottō Yōgashiten, Ōoku und Kinō Nani Tabeta? wurden als Fernsehserien, Seiyō Kottō Yōgashiten auch als Anime verfilmt.

### Manga
- Tsuki to Sandal (月とサンダル), 1994–1996
- Hontō ni, Yasashii (本当に、やさしい。), 1997
- Kodomo no Taion (こどもの体温), 1997–1998
- Solfege (ソルフェージュ), 1998
- Ichigenme wa Yaruki no Minpō (1限めはやる気の民法), 1998–2002
- Ai towa Yoru ni Kizuku mono (愛とは夜に気付くもの), 1999
- Kare wa Hanazono de Yume o Miru (彼は花園で夢を見る), 1999
- Seiyō Kottō Yōgashiten (西洋骨董洋菓子店), 1999–2002
- Gerard to Jacques (ジェラールとジャック), 2001–2002
- Ai Subeki Musume-tachi (愛すべき娘たち), 2002–2003
- Flower of Life (フラワー·オブ·ライフ), 2003–2007
- Sore wo Ittara Oshimai Yo (それを言ったらおしまいよ), 2004
- Ai ga Nakutemo Kutte Yukemasu (愛がなくても喰ってゆけます。), 2005
- Ōoku (大奥), 2004–2020
- Kinō Nani Tabeta? (きのう何食べた?), seit 2007

### Illustrationen
- Hanayakana meikyū von Matsuoka Natsuki